# Engertsdorf
Engertsdorf ist ein Ortsteil von Nobitz im Landkreis Altenburger Land in Thüringen. Vor dem Zusammenschluss mit dem Nachbarort Heiersdorf am 1. Juli 1950 trug der Ort den Namen Hinteruhlmannsdorf. Die Gemeinde Engertsdorf wurde am 1. Januar 1973 nach Ziegelheim eingemeindet, das wiederum am 6. Juli 2018 in die Gemeinde Nobitz eingegliedert wurde. Das einstige Hinteruhlmannsdorf war der einzige Ortsteil der ehemaligen Gemeinde Ziegelheim, der historisch immer komplett zum thüringischen Altenburger Land gehört hat und nicht wie die anderen Ortsteile bis 1928/1952 ganz oder teilweise zu Sachsen.

## Geographie

### Lage und Verkehr
Engertsdorf befindet sich östlich von Ziegelheim im Altenburger Lößhügelland südlich des Leinawaldes und Altenburgs. Die Bundesstraße 180 tangiert den Raum. Mit den Kreisstraßen 202 und 203 wird der Ort verkehrsmäßig erschlossen. Engertsdorf liegt am Fluss Wiera.

### Nachbarorte
| Uhlmannsdorf | Frohnsdorf                                  |             |
| Ziegelheim   | Kompassrose, die auf Nachbargemeinden zeigt | Garbisdorf  |
|              | Heiersdorf                                  | Göpfersdorf |

## Geschichte
Am 23. März 1254 wurde Hinteruhlmannsdorf erstmals urkundlich erwähnt. Hinteruhlmannsdorf gehörte zum wettinischen Amt Altenburg, welches ab dem 16. Jahrhundert aufgrund mehrerer Teilungen im Lauf seines Bestehens unter der Hoheit folgender Ernestinischer Herzogtümer stand: Herzogtum Sachsen (1554 bis 1572), Herzogtum Sachsen-Weimar (1572 bis 1603), Herzogtum Sachsen-Altenburg (1603 bis 1672), Herzogtum Sachsen-Gotha-Altenburg (1672 bis 1826). Bei der Neuordnung der Ernestinischen Herzogtümer im Jahr 1826 kam der Ort wiederum zum Herzogtum Sachsen-Altenburg. Nach der Verwaltungsreform im Herzogtum gehörte er bezüglich der Verwaltung zum Ostkreis (bis 1900) bzw. zum Landratsamt Altenburg (ab 1900). Hinteruhlmannsdorf gehörte ab 1918 zum Freistaat Sachsen-Altenburg, der 1920 im Land Thüringen aufging. 1922 kam es zum Landkreis Altenburg. Kirchlich gehört der Ort zu Frohnsdorf.
Am 1. Juli 1950 wurden Hinteruhlmannsdorf und Heiersdorf zur neuen Gemeinde Engertsdorf zusammengeschlossen. Der Name dieser Gemeinde wurde zu Ehren des 1895 im nahe gelegenen Prößdorf geborenen kommunistischen Widerstandskämpfers Otto Engert, der am 11. Januar 1945 in Dresden hingerichtet wurde, gewählt. Die explizit antifaschistische Umbenennung des Ortes war dadurch motiviert, dass Hinteruhlmannsdorf in der Nazizeit im Zusammenhang mit der Agitation der Deutschen Christen unter Siegfried Leffler und Julius Leutheuser eine lokale Hochburg des Nationalsozialismus gebildet hatte. Der Ortsteil Hinteruhlmannsdorf führte fortan den an die Gemeinde vergebenen Namen Engertsdorf. Bei der zweiten Kreisreform in der DDR wurden 1952 die bestehenden Länder aufgelöst und die Landkreise neu zugeschnitten. Somit kam die Gemeinde Engertsdorf mit dem Kreis Altenburg an den Bezirk Leipzig, der seit 1990 als Landkreis Altenburg zu Thüringen gehörte und 1994 im Landkreis Altenburger Land aufging. Am 1. Januar 1973 fand die Eingemeindung von Engertsdorf nach Ziegelheim statt. Im Jahr 2012 lebten 180 Personen im Ortsteil. Am 6. Juli 2018 wurde die Gemeinde Ziegelheim nach Nobitz eingemeindet, wodurch Engertsdorf ein Ortsteil von Nobitz wurde.

## Kultur
In Engertsdorf befindet sich eines der letzten Wandermarionettentheater Mitteldeutschlands.